# 科爾尼奇
48°30′31″N 25°4′48″E / 48.50861°N 25.08000°E
科爾尼奇（烏克蘭語：Корнич）是烏克蘭的村落，位於該國西部伊萬諾-弗蘭科夫斯克州，由科洛梅亞區負責管轄，始建於1472年，面積13.96平方公里，2001年人口2,036，人口密度每平方公里145.85人。